# Kardopocephalus lineata
Kardopocephalus lineata är en insektsart som beskrevs av Metcalf 1938. Kardopocephalus lineata ingår i släktet Kardopocephalus och familjen vedstritar.
Artens utbredningsområde är Honduras. Inga underarter finns listade i Catalogue of Life.